# Шампетерис
Шампетерис (латыш. Šampēteris, от фр. champêtre  — «сельский») — микрорайон Риги в Земгальском предместье. Шампетерис расположен в центре западной части Риги. Граничит с микрорайонами Иманта, Засулаукс, Плескодале и Золитуде . Границами микрорайона Шампетерс являются улица Лиелирбес, железнодорожная линия, улица Яниса Эндзелина, улица Ирлавас, улица Калнциема и улица Вентспилс.
Общая площадь микрорайона Шампетерис составляет 1,366 км², что примерно в четыре раза меньше средней площади микрорайона в Риге, но даже несмотря на эту сравнительно небольшую площадь, на практике для Шампетериса сложно определить точные границы. На востоке он сливается с местностью Засулаукс, а на юго-западе — с Плескодале . Однако, оценивая особенности современного использования территории, основные уличные магистрали и железную дорогу как физические разграничивающие элементы, можно считать, что оптимальные границы микрорайона Шампетерс определены. Периметр границы микрорайона составляет 5023 метра.

## История
На карте 1683 года в этом месте отмечены поместья Престинга (Prästingshof) и Людендорфа (Ludendorfshof), а также трактир Скудру. В 1782 году владелицей поместий была Анна Ульрика фон Фитингхоф, которая назвала их Шампетерской усадбьой (Hof Champêtre от французского: champêtre — "сельский").
В 1797 году на территории Шампетерской усадбьы действовали два дома латвийских крестьян и постоялый двор. В XIX веке усадебная земля была разделена на участки под застройку, которые продавались или сдавались в аренду. В 1813 году здесь была основана уксусная мануфактура, в 1856 году — пивоваренный завод, в 1899 году — литография. В 1877 году территория была подчинена Рижскому городскому управлению. В 1917 году усадьба была передана в общее пользование. В 1919 году Шампетерис был административно включен в состав Риги.

## Архитектура
В жилой застройке Шампетериса наблюдается разнообразие различных стилей: в основном это район частных домов, встречаются также деревянные жилые дома в так называемом швейцарском стиле с деревянными орнаментами, типовая многоэтажная застройка советского периода, а также таунхаусы, построенные в 1990-х годах.